# Safashahr
Safāshahr (farsi صفاشهر) è il capoluogo dello shahrestān di Khorrambid, circoscrizione Centrale, nella provincia di Fars. Aveva, nel 2006, una popolazione di 22.254 abitanti.